# Clive Platt
Clive Linton Platt (Wolverhampton, 14 ottobre 1977) è un ex calciatore inglese, di ruolo attaccante.

## Carriera
Esordisce tra i professionisti nella stagione 1996-1997, in cui gioca una partita in terza divisione con il Walsall; l'anno seguente scende in campo in 20 partite di campionato, segnando una rete; nella stagione 1998-1999 viene invece impiegato con minor frequenza, totalizzando 7 presenze ed una rete. Viene quindi ceduto a titolo definitivo al Rochdale, in quarta divisione: qui gioca per complessive 4 stagioni sempre da titolare (mai meno di 41 presenze in ciascun campionato) e trova una discreta continuità anche dal punto di vista realizzativo, collezionando complessivamente 37 reti, 30 delle quali in campionato. Trascorre poi in terza divisione le stagioni 2003-2004 (prima al Notts County e poi al Peterborough Utd), 2004-2005 (al Peterborough United) e 2005-2006 (in cui si trasferisce a stagione in corso al MK Dons), per complessive 76 presenze e 12 reti.
Rimane ai Dons anche per le 2 successive stagioni, la prima in terza divisione e la seconda in quarta divisione (in cui segna 18 reti, suo miglior bottino in un singolo campionato in carriera), al termine delle quali dopo un bilancio totale di 113 presenze e 29 reti in partite ufficiali con il club viene ceduto al Colchester Utd, club di seconda divisione: nella stagione 2007-2008 realizza 8 reti in 41 presenze nel campionato cadetto, da cui il suo club retrocede; nei 2 anni seguenti gioca poi in terza divisione, con complessive 84 presenze e 17 reti nella categoria. Dal 2010 al 2012 gioca in seconda divisione al Coventry City (67 presenze e 7 reti in campionato), mentre negli anni seguenti gioca con Northampton Town e Bury in quarta divisione, ritirandosi dopo poche partite della stagione 2014-2015, il 29 ottobre 2014, a causa di persistenti problemi fisici che gli avevano già impedito di giocare con continuità negli ultimi anni di carriera.